# Siro Penagini

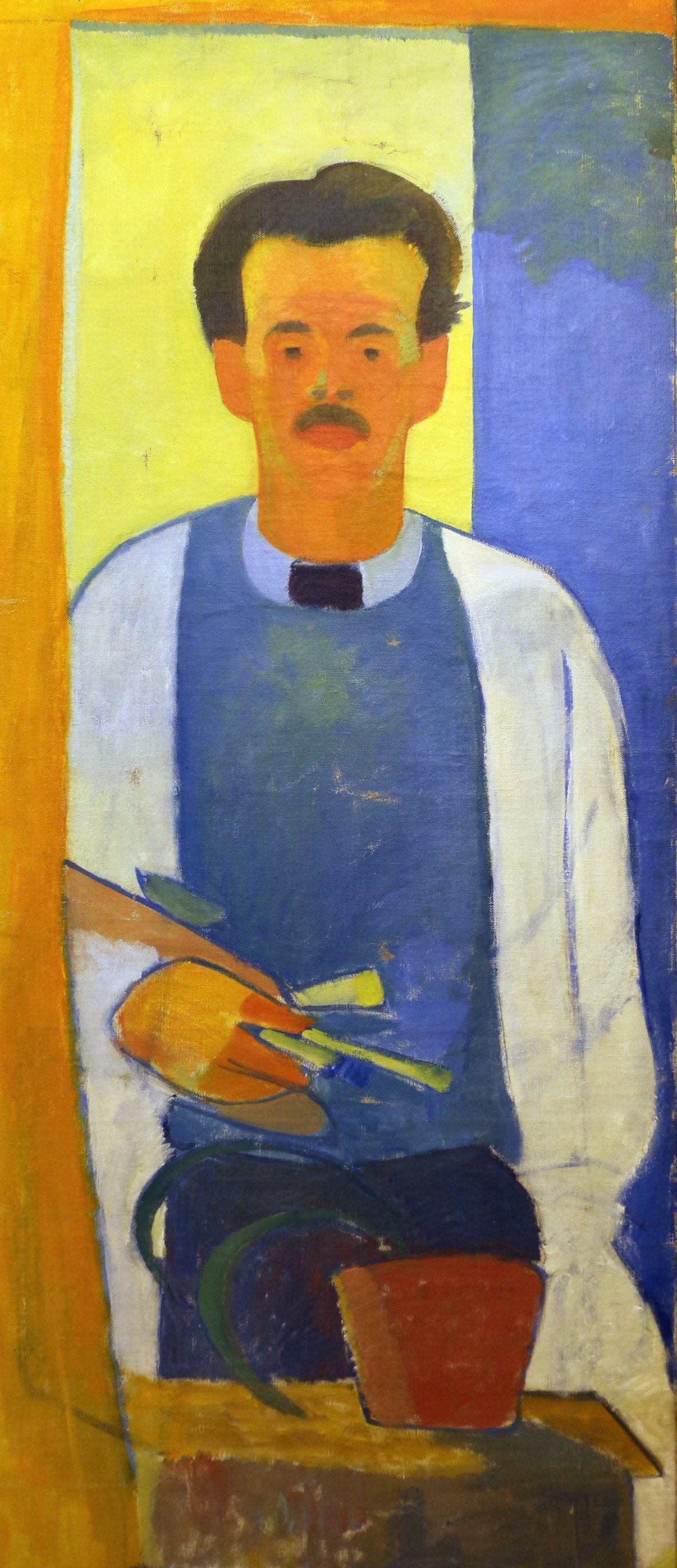
Autoritratto (dettaglio), Genova, GAM

Siro Penagini (Milano, 1º dicembre 1885 – Lesa, 1952) è stato un pittore italiano.

## Biografia
Nato a Milano s'iscrive all'Accademia di Brera nel 1906, dove stringe amicizia con Aldo Carpi. Abbandona però Brera l'anno seguente per trasferirsi a Monaco di Baviera per frequentarvi l'Accademia Reale e conoscere le tendenze artistiche del tempo, i fauves e gli espressionisti. È poi a Berlino, Dresda, Amburgo e Parigi.
Nel 1910 ritorna in Italia, dapprima a Milano, poi a Caravate in provincia di Varese. Nel 1913 espone al Salon des Indipéndents di Parigi; nello stesso anno è a Roma dove conosce Carena, Spadini, Oppo. Nel 1914 si trasferisce a Terracina e poi, esentato dal servizio militare, è a Positano fino al 1919. Ritorna a Milano nel 1920 dove condivide lo studio con Gian Emilio Malerba. Nello stesso anno partecipa alla Biennale di Venezia e continuerà ad esporvi fino al 1948.
Nel 1923, sposatosi, si trasferisce a Solcio di Lesa sulla sponda piemontese del Lago Maggiore. Partecipa alla prima e alla seconda mostra di Novecento Italiano. Dal 1931 al 1972 è presente alla Quadriennale di Roma. Nel 1937 esegue l'affresco di Mosè che detta le leggi nel Palazzo di Giustizia di Milano.
Muore a Solcio di Lesa nel 1952 ed è sepolto nella cappella di famiglia del locale piccolo cimitero.